# 阿尔莫多瓦-德尔里奥
阿尔莫多瓦-德尔里奥（西班牙語：Almodóvar del Río），又译滨河阿尔莫多瓦，是西班牙安达卢西亚自治区科尔多瓦省的一个市镇。总面积173平方公里，总人口7016人（2001年），人口密度41人/平方公里。

## 地理
阿尔莫多瓦的平均海拔为119米。北临莫雷納山脈，南部是瓜达尔基维尔河和一望无际的平原。瓜达尔梅利亚托河的一条人工运河从镇中心流过。该镇有一座古老的城堡，位于一个小山包上，矗立在瓜达尔基维尔河道旁，易守难攻。
阿尔莫多瓦（‎）是一个常见的阿拉伯语地名，意为“圆形的”。暗示了该地在穆斯林征服时期的地理特征。

## 人口
| 阿尔莫多瓦-德尔里奥    |
|                        |
| 来源：西班牙国家统计局 |